# Energija biomase
Pod energijom biomase razumijemo energiju koja se u pravilu oslobađa oksidacijom (paljenjem) raznih organskih materijala. Najuobičajeniji i najtradicionalniji način korištenja ove energije je - klasična vatra. Smatra se da je otkriće vatre, zapravo njeno kontrolirano korištenje, pokrenulo razvoj i "napredak" ljudske vrste, odnosno civilizacije. Izgleda da je civilizacija sada zatvorila puni krug - nakon što je moderno društvo gotovo zaboravilo drvo i slične materijale kao gorivo, a uljuljano u blagodati moderne, pomodne i jeftine nafte, sada se pojavljuju razne direktive koje traže da se toliko i toliko fosilnih goriva zamijeni gorivima iz obnovljivih organskih izvora.

## Pojavni oblici
Iako se još može koristiti i klasično ogrijevno drvo, kad se govori o ovim izvorima energije uglavnom se misli na:
- biomasu - drvo, kora, drveni otpad, lišće, nedrvne stabljike - u raznim oblicima, uglavnom usitnjenim (čips, granule) ili pak kompaktirani (pelete, briketi) radi olakšane i mehanizirane manipulacije;
- biogoriva - razna ulja ili alkoholi, kao supstituti klasičnih tekućih goriva, naročito pogodni za korištenje u postojećim motorima s unutarnjim izgaranjem - biodizel, etanol;
- bioplin - nusprodukti raspadanja organskih tvari, najčešće na deponijama smeća, velikim gnojištima na farmama i sl., gdje se može sigurni i učinkovito sakupiti.

## Energija biomase nije primarni izvor energije
Ovdje se rapravo radi samo o raznim oblicima pohranjivanja energije sunca, dakle svojevrstan akumulator. Na početku je uvijek biljka. Procesom fotosinteze od vode iz tla i ugljičnog dioksida iz zraka a koristeći energiju sunca biljka stvara ugljikohidrate i gradi svoje tijelo - raste. Usput se, kao nusproizvod, otpad, oslobađa kisik. Kod gorenja događa se suprotno: drvo se oksidira kisikom iz zraka i raspada na vodu, ugljični dioksid i energiju. Zapravo, oslobađa se ona ista energija sunca koja je utrošena na rast biljke. Za razliku od fosilnih izvora energije, odlična je stvar što se ne treba čekati milijun godina da nastane ugljen ili nafta - organski materijal koji naraste tijekom vegetacijske sezone, istog časa može se pretvoriti nazad u energiju, i tako svake godine iznova. Gorenjem biomase oslobađa se u atmosferu ugljični dioksid - ali samo toliko koliko ga je tijekom rasta ugrađeno u organski materijal, ni grama više!

## Količina raspoložive energije
Teško je ocijeniti cjelokupan rast biomase, ali pouzdano se zna da samo u hrvatskim šumama svake godine izraste 7,5 milijuna m3 novog drva. Uz prosječnu gustoću drva od 600 kg/m3 i uz pretpostavljenu toplinsku vrijednost od 3,5 kWh/kg to znači da se svake godine u šumama akumulira novih 16 GWh energije (ŠL199401150). Ugrubo računano, to je energetski potencijal ekvivalentan 2 milijuna tona nafte. Za usporedbu, cjelokupna domaća "proizvodnja" nafte je manja od milijun tona.
Za proizvodnju 1 tone biodizela treba zasijati 1 ha uljanom repicom. Neobrađene poljoprivredne površine u Hrvatskoj mjere se stotinama tisuća hektara.

## Pretvaranje biomase u gorivo
Za dobivanje upotrebljivog goriva koriste se različite tehnologije i različite sirovine. 
Od biljaka koje imaju znatan postotak ulja dobiva se biodizel. Od sirovine koje imaju znatan postotak šećera proizvodi se etanol uz pomoć kvašćevih gljivica i naknadnim rafiniranjem. Ovakav etanol dobiven od biljnih sirovina sve ćešće se zove bioetanol, kako bi se razlikovao od etanola dobivenog sintetskim putem. Celuloza se najviše koristi za dobivanje papira a može se koristiti i za proizvodnju bioetanola, tj. etilnog akohola. Bioetanol se može proizvesti i iz celuloze kao složenog šećera. Pri ovome celuzloza se najprije uz pomoć kiselina ili lužina razlaže na jednostavne šećere, a nakon toga se pretvara u bioetanol, tj etilni alkohol. Kao izvor celuloze najčešće se koristi drvo, jednogodišnje biljke, slama od žitarica, a može se koristiti i stajsko gnojivo. Stajsko gnojivo se najčešće koristi kao sirovina za dobivanje bioplina metana, a isprano može se koristiti za dobivanje celuloze, što koriste neke tvornice papira i celuloze na Novom Zelandu . Kod dobivanja celuloze iz stajskog gnojiva problem je veliki postotak vode, amonijaka , hemiceluloze, lignina, humusa i ostalih nečistoća što poskupljuje transportne troškove do tvornica celuloze. 
Utjecajem amonijaka hemiceluloza i lignin su djelomično otopljeni pa ih je moguće isprati, ali za to je potrebno mnogo vode. Oba problema se mogu riješiti uz pomoć mobilnog uređaja za ispiranje stajskog gnojiva koji višekratno koristi istu vodu, čime se štedi voda,  pri čemu voda postaje sve prljavija i prljavija, a gnojivo sve čistije i čistije. Uređaj je moguće postaviti na svaku farmu pa se smanjuju i transportni troškovi. Šumski otpad najčešće se koristi samo kao sirovina za proizvodnju bioplina metana, odnosno otpaci od drveta se koriste za proizvodnju peleta, ili nakon provedene suhe destilacije briketa, ili drvenoga ugljena. 